# T’oung Pao
T’oung Pao (chiń. 通報; pinyin Tōngbào) – pierwsze międzynarodowe naukowe czasopismo sinologiczne publikowane w Lejdzie w Holandii przez wydawnictwo Brill. Obecnie jego redaktorami są Pierre-Etienne Will (vom Collège de France in Paris), Paul W. Kroll (University of Colorado) i Martin Kern (Princeton University).
Czasopismo powstało w 1890 roku i publikowało artykuły na temat historii, języka, geografii i etnografii Azji Wschodniej, Południowo-Wschodniej i Centralnej. Szczególny akcent został jednak położony na różnych aspektach tradycyjnej kultury chińskiej. Jego pierwszymi redaktorami byli tacy słynni orientaliści jak Gustav Schlegel i Henri Cordier, a później Édouard Chavannes i Paul Pelliot. Do dziś czasopismo T’oung Pao jest uważane za jedno z najważniejszych czasopism sinologicznych, prezentujących najnowsze badania i recenzję nowych publikacji o Chinach.